# Nevado de los Piuquenes
El Nevado de Piuquenes o Mesón de San Juan es una montaña glaciarizada ubicada en el límite entre la provincia de Mendoza, Argentina, y la Región Metropolitana de Santiago, Chile. Ubicado en el centro de los Andes centrales chilenoargentinos, es uno de los cordones montañosos más grandes del centro sur de Chile, con 6019 metros de altura. El Nevado de Piuquenes es uno de los seis más grandes de la Cordillera de los Andes. La mayoría de la montaña (aproximadamente el 70%) esta cubierta por glaciares que alimentan numerosas cuencas de ríos adyacentes a la montaña. 
Su origen es volcánico su centro de erupción esta aproximadamente a 10 kilómetros de la cima de la montaña.

La temporada más adecuada para ascender a la montaña es en los meses de primavera y verano (en el Hemisferio Sur esta temporada abarca los meses de septiembre a febrero).

## Origen del nombre
El nombre se denomina a un ganso llamado el "piuquén" (Chloephaga melanoptera) que anida a los 3000 metros de altura en la montaña, es abundante al alcanzar la altura de 3000 metros, porque es su hábitat natural y además, porque a esta altura cuida sus huevos y bebés. Del nombre del lado argentino, Mesón de San Juan, se desconoce la razón principal de su nombramiento.

## Primeras ascensiones
El primer ascenso absoluto fue en el lado argentino en 1933, tres años antes de lograr esta hazaña, estos mismos montañistas participaron de una expedición liderada por Sebastian Krückel, que hizo tres intentos infructuosos en alcanzar su cumbre. 
El mal tiempo impidió que los montañistas alcanzaran su objetivo, sin embargo, esta experiencia les sirvió para reconocer la que sería la ruta por la que finalmente conseguirían lograr su meta, la cima. 
Todas estas expediciones partieron de Santiago de Chile y cruzaron hacia Argentina por el paso de Piuquenes, y desde allí se dirigieron hacia el norte para alcanzar el campamento en los pies de la montaña. 
El segundo ascenso, fue realizado también por el lado argentino, este logro lo completaron un grupo, liderado por el autor del libro Tempestad sobre el Aconcagua, el señor de nacionalidad serbia Tibor Sekelj.
El ascenso completo chileno fue en 1954, partió en Santiago de Chile y se dirigió un poco más al sur.
Al lograr esta hazaña los chilenos se coronaron como realizadores de la tercera subida total en la historia del Nevado de Piuquenes.